# Nagarkurnool (Distrikt)
Der Distrikt Nagarkurnool (Telugu నాగర్‌కర్నూల్ జిల్లా, Urdu ناگرکرنول ضلع) ist ein Verwaltungsdistrikt im südindischen Bundesstaat Telangana. Verwaltungssitz ist die Stadt Nagarkurnool.

## Geographie

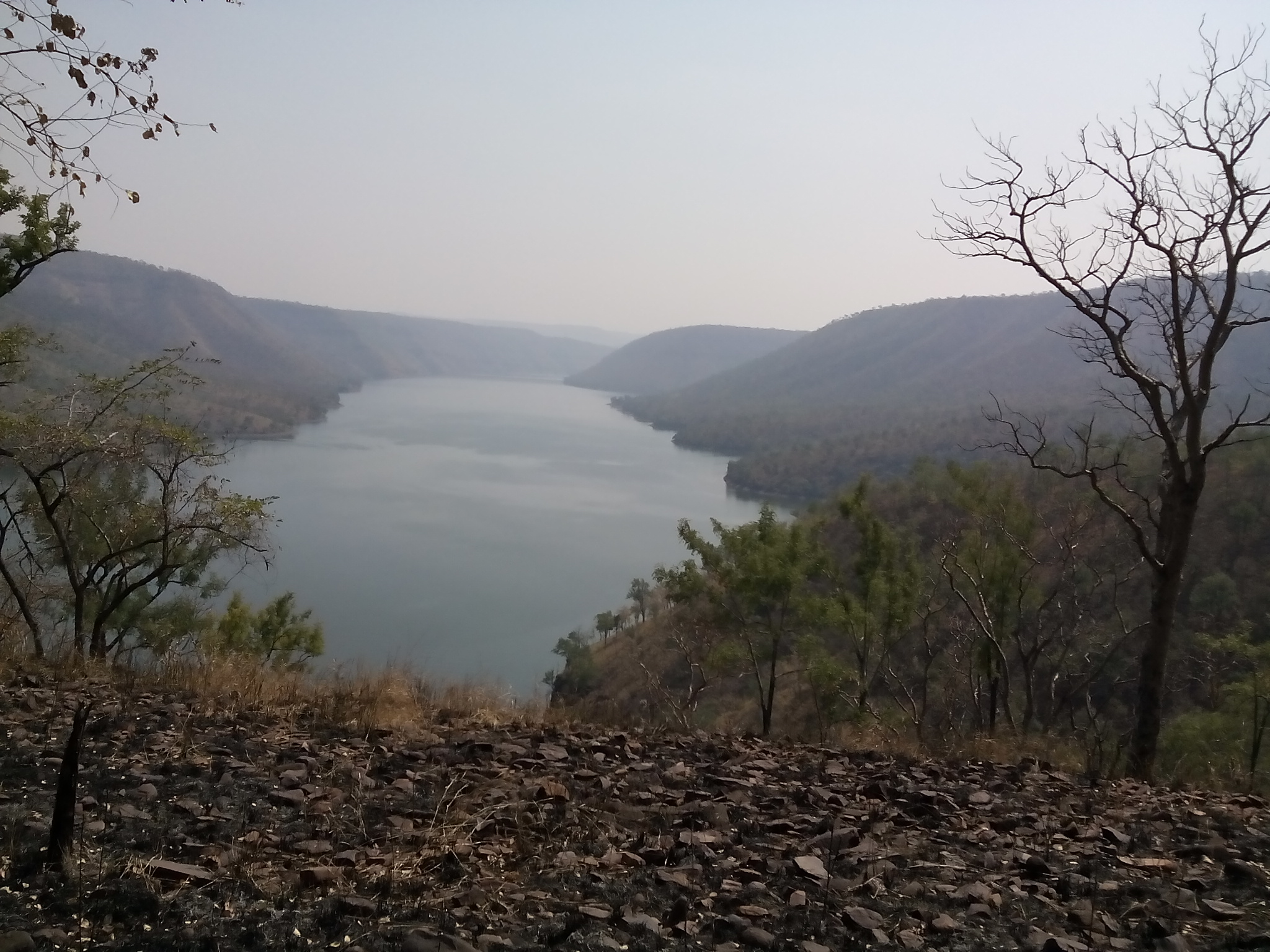
In den Nallamala-Bergen

Der Distrikt liegt im Süden Telanganas in der Hochebene des Dekkan an der Grenze zum benachbarten Bundesstaat Andhra Pradesh. Die Distriktfläche beläuft sich auf 3386 km². Die Südgrenze des Distrikts wird vom nach Osten fließenden Fluss Krishna gebildet, der hier auch die Grenze zu Andhra Pradesh bildet. Die Ostgrenze bildet zum Teil der nach Südosten fließende Fluss Dindi, der in den Krishna mündet. Die angrenzenden Distrikte in Telangana sind Wanaparthy im Westen, Mahabubnagar im Nordwesten, Rangareddy im Norden und Nalgonda im Osten. Im Süden grenzt Nagarkurnool an die Distrikte Kurnool und Prakasam von Andhra Pradesh.

## Geschichte
Seit der Abspaltung des Staates Hyderabad vom Mogulreich im Jahr 1726 stand das Gebiet Telanganas unter der Herrschaft der Asaf-Jah-Dynastie, die hier bis zur Annexion Hyderabads durch das unabhängig gewordene Indien im Jahr 1948 herrschte. In den Jahren vor 1904 gab es hier bereits einen Distrikt Nagar Kurnool. Nachdem der Ort Mahabubnagar einen Eisenbahnanschluss erhalten hatte, wurde der Verwaltungssitz dorthin verlegt und der Distrikt entsprechend umbenannt. 1956 wurde der Staat Hyderabad im States Reorganisation Act aufgelöst, und seine Telugu-sprachigen Anteile in den neuen Bundesstaat Andhra Pradesh eingegliedert. 2014 wurde das Gebiet von Telangana ein eigener Bundesstaat. In Telangana wurde am 11. Oktober 2016 eine neue Distrikteinteilung umgesetzt. Es wurden 21 neue Distrikte geschaffen und die alten vorbestehenden zehn Distrikte entsprechend verkleinert. Aus Teilen des alten Distrikts Mahabubnagar entstand dabei unter anderem auch der Distrikt Nagarkurnool.

## Demografie
Bei der Volkszählung 2011 hatte der Distrikt (in den Grenzen ab 2016) 861.766 Einwohner. Die Bevölkerungsdichte lag mit 274 Einwohnern pro km² unter dem Durchschnitt Telanganas (312 Einwohner/km²). Das Geschlechterverhältnis wies mit 437.986 Männern auf 423.780 Frauen einen Männerüberschuss auf. Die Alphabetisierungsrate lag mit 54,38 % (Männer 64,85 %, Frauen 43,64 %) deutlich unter dem Mittelwert Telanganas (66,54 %) und Indiens (74,04 %). Der Urbanisierungsgrad war mit 10,19 % einer der niedrigsten Telanganas (Durchschnitt 38,88 %). 183.769 Personen (21,32 % der Bevölkerung) gehörten zu den scheduled castes und 106.880 (12,40 %) zu den scheduled tribes.

## Wirtschaft
Beim Zensus 2011 wurden 456.762 Personen (53,0 %) als arbeitend registriert. Darunter befanden sich 154.560 Bauern (cultivators, 33,84 %) und 190.030 Landarbeiter (agricultural labourers, 41,60 %), 9.633 Personen, die in Heimindustrien (household industries, 2,11 %) arbeiteten und 102.539 sonstige Arbeitende (22,45 %). Die Landwirtschaft wird zum großen Teil in Subsistenzwirtschaft betrieben. Nach der Statistik 2016 wurden 219.797 ha für den Feldbau genutzt (einschließlich der mehrfach genutzten Flächen 244.232 ha). Es gab 142.416 Kleinstbetriebe (unter 1 ha), 67.658 Kleinbetriebe (1–2 ha) und nur 841 Großbetriebe (>10 ha). Hauptsächlich angebaut wurden (in abnehmender Anbaufläche) Baumwolle, Mais, Erdnüsse, verschiedene Gemüse, Reis, Straucherbsen (red gram) und Sorghumhirse (jowar).

## Besonderheiten
Kulturhistorisch bedeutend ist der Maheshwaram-Tempel, ein Shiva-Tempel nahe dem Dorf Mannanur. Der Tempel wurde während der Herrschaftszeit Chandragupta Mauryas gegründet.